# Misumena tapyasuka
Misumena tapyasuka es una especie de araña del género Misumena, familia Thomisidae.

## Distribución
Esta especie se encuentra en Indonesia.